# سهل سايس

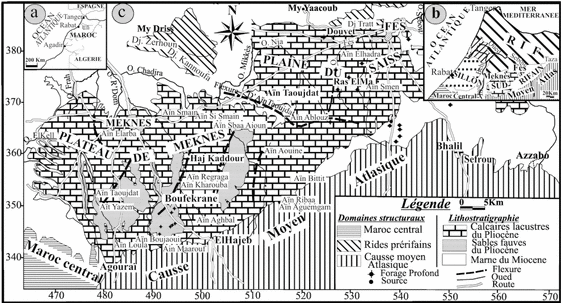
التركيب الجغرافي والجيولوجي لسهل سايس الذي يجمع بين فاس ومكناس في وسط المغرب.

سهل السايس هو سهل واسع وخصب يقع في شمال المغرب ، بين الريف والأطلس المتوسط . ويمتد سهل سايس على ما يقرب من 2211 كيلومتر مربع ويتضمن حوالي 40000 هكتار من الأراضي الزراعية المسقية.